# My Mistress

My Mistress est un film australien de Stephen Lance sorti en 2014. Il met en scène une folle passion entre un adolescent et une dominatrice française[réf. souhaitée]. 

## Synopsis
Un garçon découvre le suicide de son père. Affolé, il part à la recherche de moyens pour engourdir la douleur. Il rencontre une mystérieuse femme qui s’avère être une dominatrice et trouve du réconfort dans ses bras.

## Fiche technique
- Réalisation : Stephen Lance
- Scénario : Gerard Lee , Cory Taylor
- Photographie : Geoffrey Simpson
- Montage : Jill Bilcock
- Musique :
- Lieu de tournage : Queensland, Australie
- Durée  : 104 minutes
- Dates de sortie : 
  - 14 août 2014 ( Australie)
  - 27 novembre 2014 :  Russie

## Distribution
- Emmanuelle Béart : Maggie - My Mistress
- Harrison Gilbertson : Charlie Boyd
- Rachael Blake : Kate Boyd
- Socratis Otto : Léon
- Malcolm Kennard
- Robyn Moore